# とことん!ふるさとステージ
とことん!ふるさとステージは、日本放送協会（NHK）札幌放送局が作成していた北海道ローカルの放送番組。

## 概要
NHK総合テレビのプライムH枠で放送された視聴者参加型の公開派遣番組である。2008年から2010年にかけて、金曜日の20:00から20:43に不定期に放送された。
道内各地で公開収録を行い、ゲスト出演者がふるさとの“元気”を発信した。
- 北海道ひと物語

## 注
1. ↑  “NHK年鑑　‘10”. 2022年3月18日閲覧。
2. ↑  https://www.town.wassamu.hokkaido.jp/wassamu-page-data/public-relations/09_08_pdf/p2_p3.pdf
3. ↑  NHK. “データベースで探す”. NHKクロニクル. 2021年12月13日閲覧。
4. ↑  “NHK年鑑　‘10”. 2022年3月18日閲覧。

| スタブアイコン | サブスタブ | この項目は、まだ閲覧者の調べものの参照としては役立たない、テレビ番組に関連した書きかけの項目です。この項目を加筆・訂正などしてくださる協力者を求めています（P:テレビ/PJ:放送または配信の番組）。 |